# Gib mir dein Wort
Gib mir dein Wort ist ein deutschsprachiger Schlager des österreichischen Sängers Freddy Quinn aus dem Jahr 1962, der von Lotar Olias und komponiert und von Walter Rothenburg getextet wurde. Freddy Quinn veröffentlichte den Schlager zudem in serbischer Sprache. Gib mir dein Wort war die allererste Nummer-eins-Single in Österreich, als 1964 die österreichischen Charts eingeführt wurden.

## Schallplattenhülle
Das Lied wurde mit zwei unterschiedlich gestalteten Singlecovers veröffentlicht. Oben befindet sich bei beiden Versionen der Schriftzug „Freddy“ in Versalien. Links steht in roter Schrift „Gib mir dein Wort“ und darunter, durch einen durchgängigen schwarzen Balken getrennt, in schwarzer Schrift „Wie schön, dass du wieder zuhause bist“. Rechts ist Freddy Quinn in Großaufnahme zu sehen, der ein blaues Hemd trägt; vom Hemd ist der Kragen zu sehen. Auf der Rückseite sind die beiden Liedtitel vertauscht. Auf der Rückseite befindet sich in kleiner Schrift der Aufdruck „Printed in Germany“ (deutsch: Hergestellt in Deutschland), bei einer anderen ansonsten gleich gestalteten Version steht anstelle dieses Hinweises „Bild: Peter Pöllinger, Berlin“. Bei der anderen Gestaltung befindet sich das Bild von Freddy Quinn links, wobei sein Hemd eine andere Farbe hat und sein Gesichtsausdruck verändert ist. Die Gestaltung der Liedtexte, die sich rechts befinden, ist ähnlich der ersten Version. In einer dritten – neu gepressten – Version ist das ß in „daß“ (heute: dass) auf dem Schallplattenetikett als „ſʒ“ dargestellt.

## Entstehung
Lotar Olias ist der Komponist des Stücks, der Text stammt von Walter Rothenburg. Bei der Gesellschaft für musikalische Aufführungs- und mechanische Vervielfältigungsrechte ist das Lied unter der GEMA-Werk.-Nummer 698185-001 und dem Titel Gib mir dein Wort, bevor ich fahre eingetragen, als Originalverlag ist Esplanade Edition GmbH angegeben. Bei der GEMA-Werk.-Nummer 698185-002 ist Hans Last (James Last) als Bearbeiter angegeben, bei der GEMA-Werk.-Nummer 698185-003 Horst Henningsen und bei der GEMA-Werk.-Nummer 698185-004 Heinz Ehme. Die GEMA-Werk.-Nummer 698185-004 trägt den Titel Gib mir dein Wort – Ja ins Gefängnis. Als Arrangeur der Originalversion von Freddy Quinn ist James Last angeführt.

## Liedtext
Ein Mann bittet eine Frau darum, zu ihm zu halten, bevor er fahre, auch wenn er „vielleicht für Jahre“ fort sei. Er sichert ihr zu, „im Gedanken doch immer bei“ ihr zu sein. Er verspricht, doch „wieder zu kommen“ und fordert sie auf: „Weine nicht, weine nicht mehr.“.

## Veröffentlichung
Erstmalig wurde das Lied auf dem Kompilationsalbum Seine großen Erfolge 2 im Jahr 1962 veröffentlicht. Es erschien im Musiklabel Polydor unter der Katalognummer 184 097 im Königreich der Niederlande (Rechtegesellschaft: Stemra) und 1967 in Deutschland.
Gib mir dein Wort wurde 1964 als Single veröffentlicht, auf der B-Seite befand sich Wie schön, dass du wieder zuhause bist. Die Musik wurde von James Last und seinem Orchester gespielt. Die Single erschien im Musiklabel Polydor unter der Katalognummer 52 181. Produziert wurde sie von der von Deutschen Grammophon GmbH und der Acetatlackschnitt wurde von der Deutschen Grammophon Gesellschaft Pressing Plant durchgeführt. Bei der Veröffentlichung in Österreich fungierte als Plattenfirma die Deutsche Grammophon GmbH und das Mastering von der Deutsche Grammophon Gesellschaft Pressing Plant. Die Pressung geschah durch Polyphon Schallplatten Ges. mbH. Bei der Veröffentlichung in der Schweiz war die Plattenfirma ebenfalls die Deutsche Grammophon GmbH, die Pressung erfolgte durch die Turicaphon AG. Unter der Katalognummer PD. 7-8834 wurde die Single zudem in Südafrika veröffentlicht.
Im selben Jahr war das Lied auf dem gleichnamigen Extended-Play-Album, das im Musiklabel Polydor unter der Katalognummer 21 964 in Frankreich veröffentlicht wurde. Es enthielt zudem die Titel Lass’ mich noch einmal in die Ferne, Wolken, Wind und Wogen und Wie schön, dass du wieder zuhause bist. Der Druck geschah durch Dillard et Cie. Imp. Paris und die Pressung durch Société Phonographique Philips.
Gib mir dein Wort war, ebenfalls im selben Jahr, auf dem Soundtrack-Album Freddy und das Lied der Prärie. Es erschien im Musiklabel Polydor unter der Katalognummer 46 789 und LPHM 46 789 (Monophonie) sowie unter der Katalognummer 237 289 SLPHM 237 289 (Stereofonie).
1972 war das Lied auf dem Sampler Das waren Schlager – 1964, das im Rahmen der Albumserie Das waren Schlager erschien. Auf dem Album waren unter anderem auch My Boy Lollipop von Heidi Bachert, Liebeskummer lohnt sich nicht von Siw Malmkvist, Ain’t She Sweet von The Beatles und Moskauer Nächte von Max Greger. Das Album erschien im Musiklabel Karussell unter der Katalognummer 3157 178 auf Kompaktkassette und 1986 im Musiklabel Polydor unter der Katalognummer 32 214-9 auf Schallplatte.
Freddy Quinn veröffentlichte dieses Lied auf weiteren Kompilationen:
- Zĳn Grote Successen (1980, Schallplatte) im Rahmen der Albumserie 10 Jaar Schlager Festival (2). Die Veröffentlichung im Königreich der Niederlande geschah im Musiklabel Polydor unter der Katalognummer 2418 240.[26]
- Die größten Erfolge (1986).[27] Die Veröffentlichung im Königreich der Niederlande im Rahmen der Albumserie Music Gala geschah im Musiklabel Arcade Records unter der Katalognummer ADEHC 442 auf Kompaktkassette[28] und Schallplatte. Die Veröffentlichung geschah durch Arcade Benelux B.V.[29]
- Zĳn Allergrootste Hits (1987).[30] Die Veröffentlichung im Königreich der Niederlande geschah im Musiklabel Star Records unter der Katalognummer 9911-1 auf Schallplatte,[31] unter der Katalognummer 9911-4 auf Kompaktkassette[32] und unter der Katalognummer 9911-2 auf Compact Disc. Die Herstellung der Compact Disc geschah durch Philips & DuPont Optical.[33]
- Fernweh und Sehnsucht (2000). Dieses Achtfachalbum auf Compact Disc wurde im Musiklabel Bear Family Records unter der Katalognummer BCD 15586 HI in Deutschland veröffentlicht. Auf diesem Album ist das Lied Gib mir dein Wort sowohl als deutschsprachige als auch als serbische Version – beides von Freddy Quinn aufgenommen – vorhanden. Auf diesem Album sind weitere Lieder Quinns in verschiedenen Sprachen vorhanden.[4]
- Wie wir ihn lieben – Folge 1 (2001). Dieses Vierfachalbum auf Compact Disc wurde im Musiklabel Shop24Direct unter der Katalognummer 109 316-2 in Deutschland veröffentlicht.[34]
- Seine großen Erfolge (2002). Dieses Dreifachalbum als Boxset auf Compact Disc wurde im Musiklabel Polydor unter der Katalognummer 065 246-2 in Deutschland veröffentlicht.[35]
- Tausend Meilen von zu Haus… (2006). Dieses Vierfachalbum auf Compact Disc wurde im Musiklabel Bear Family Records unter der Katalognummer BCD 16419 DL in Deutschland veröffentlicht. Es enthielt mehrere komplette Alben, unter anderem das Album Freddy und das Lied der Prärie, das das Lied Gib mir dein Wort beinhaltete.[36]
- Heimweh (2006). Dieses Dreifachalbum als Boxset auf Compact Disc wurde im Musiklabel Koch Universal unter der Katalognummer 06024 9839956 in Deutschland veröffentlicht.[37]
- Freddy Quinn (2008). Dieses Album auf Compact Disc wurde im Musiklabel Koch Universal unter der Katalognummer 06007 5303919 in Deutschland veröffentlicht.[38]

## Chartplatzierungen
Gib mir dein Wort avancierte im Mai 1964 zur ersten Nummer-eins-Single in der Geschichte Österreichs, während es in Deutschland mit Rang fünf ein Top-10-Hit wurde. 1964 platzierte sich das Lied zudem in den Top 10 der Single-Jahrescharts.
| ChartsChartplatzierungen | Höchstplatzierung | Monate |
| ------------------------ | ----------------- | ------ |
| Deutschland (GfK)        | 5 (5 Mt.)         | 5      |
| Österreich (Ö3)          | 1 (2+ Mt.)        | 2+     |

| ChartsJahrescharts (1964) | Platzierung |
| ------------------------- | ----------- |
| Deutschland (GfK)         | 5           |
| Österreich (Ö3)           | 3           |

## Coverversionen
Folgende Coverversionen sind bekannt:
- Aimable, 1964 (instrumental, Zitat)
- Bob Rento mit dem Orchester Fernando Rotello, 1964. Die A-Seite der Single war Shake Hands in der Version von Rinaldo Roma, auf der B-Seite befand sich Gib mir dein Wort von Bob Rento. Die Single erschien im Musiklabel Universum Records unter der Katalognummer 83 970. Bei beiden Liedern spielte das Orchester Fernando Rotello die Musik.[43]
- Gunter Aschenbach, 1964
- Udo Spitz, 1964. Die Version von Udo Spitz war die B-Seite der Single Oh My Darling Caroline (im Original Oh My Darling, Clementine), die im Musiklabel Tempo unter der Katalognummer 918 in Deutschland veröffentlicht wurde. Als Orchester fungierte das Orchester Rolf Andy.[44] Diese Version war zudem auf dem Extended-Play-Album Einmal reicht uns das Glück seine Hände / Gib mir dein Wort / Wiedersehen ist wunderschön / Shake Hands, an dem noch Charlotte Marian mit zwei Liedern und Jimmy Fields mit einem Lied beteiligt waren. Dieser Tonträger erschien ebenfalls im Musiklabel Tempo, unter der Katalognummer EP 4180.[45]
- Werner Schmah, 1964
- De Kerkraadse Tweeling, 1964. Sie veröffentlichten das Lied unter dem Titel Geef Mij Je Woord (Gib Mir Dein Wort) als Single mit Zolang Jij Bij Me Bent auf der B-Seite. Die Single erschien im Musiklabel Philips unter den Katalognummern JF 327 690 und 327 690 JF im Königreich der Niederlande. Als zusätzlicher Autor ist Willy Rex (Willem Carel Munnik) angeführt.[46]